# Хрищян войвода
Хрищян войвода – според местна легенда, преразказана от Чудомир, е български хайдутин, войвода на хайдушка дружина, на чието име се предполага, че е наречено село Хрищени.
Знае се, че към средата на XVII век из Шипченския балкан са бродили чети, съставени от габровци. В източния край на Стаозагорската околия се носи легендата за Хрищян войвода, на когото е наречено село Хрищени – Старозагорско. В тази легенда той е обрисуван като юнак, закрилник на българите. За неговото залавяне трябвало да бъде изпращана войска чак от Одрин. Като пристига турската войска, Хрищян войвода с четата си се окопава на Медвенската могила. Двете си сестри Милка и Станка войводата пратил на отсрещната скала при село Колена, оттам да гледат и докато се вее байракът на дружината, значи жив и здрав е той и здраво се държат момчетата му. Ако двете момичета видят, че знамето е паднало, да бягат и да се спасяват както могат. Три дни се водили битките, но четата не удържала на напора и знамето пада. Милка сплела косите си в тези на Станка и двете прегърнати се хвърлили от скалата, за да запазят името и честта си от поругаване. Оттогава насетне тази скала се нарича от хората Милкина стена. Изказват се предположения, че Хрищян войвода може да е бил един от последните български боляри или син на болярин, чиито владения са били около този край и да е загинал, бранейки близката до тези места стара крепост. По други предположения той е загинал на възвишението Медвен (Медвенска могила), източно от село Хрищени.